# ستيفان إينارسون
ستيفان إينارسون (بالآيسلندية: Stefán Einarsson)‏ هو لغوي وأستاذ جامعي آيسلندي، ولد في 9 يونيو 1897 في Breiðdalshreppur ‏ في آيسلندا، وتوفي في 9 أبريل 1972 في ريكيافيك في آيسلندا.